# Crazy Rich Asians (roman)
Crazy Rich Asians is een satirische roman uit 2013, geschreven door Kevin Kwan. Kwan zou de roman hebben geschreven met de bedoeling "om een hedendaags Azië te introduceren bij een Noord-Amerikaans publiek". Hij beweert dat de roman losjes gebaseerd is op zijn eigen jeugd in Singapore. De roman groeide uit tot een bestseller en kreeg twee vervolgen: China Rich Girlfriend in 2015 en Rich People Problems in 2017. Een verfilming van de roman ging op 15 augustus 2018 in première.

## Verhaal
De roman begint met een citaat van de 14e-eeuwse Arabische reiziger Ibn Battuta:
Nergens ter wereld vind je mensen die rijker zijn dan de Chinezen.— Ibn Battuta (veertiende eeuw)
Het verhaal wordt verteld vanuit het perspectief van vijf hoofdpersonages: Rachel Chu, Nicholas (Nick) Young, Eleanor Young, Astrid Leong en Edison Cheng, die allemaal aanwezig zijn bij het grootste huwelijksfestijn van het jaar: de bruiloft van de meest begeerde vrijgezel van Singapore, Colin Khoo, en het mode-icoon Araminta Lee.
Rachel, afkomstig uit een kleine stad in Californië, is professor economie aan de New York University (NYU). Ze is opgevoed door haar alleenstaande moeder en leidt een typisch leven voor een middenstandsvrouw. Wanneer haar vriend Nick, die ook professor is aan de NYU, haar meeneemt om zijn familie in Singapore te ontmoeten, weet ze dan ook totaal niet wat haar te wachten staat. Want Nick, die in Londen is opgegroeid en onbekend is bij het grote publiek, blijkt niet alleen lid te zijn van een van de rijkste families van Azië, maar is mogelijk ook de enige erfgenaam van het immense familiefortuin. Ondanks die rijkdom werd hem van jongs af aan aangeleerd om zich nederig en bescheiden te gedragen. Door zijn opvoeding weet Nick dan ook zeker dat zijn familie zijn vriendin van eenvoudige afkomst zal goedkeuren, maar het loopt allemaal anders dan hij verwacht.  
Eleanor Young is de controlerende moeder van Nick die geobsedeerd is door prestige en trots. Sinds de geboorte van Nick heeft ze haar schoonmoeder, de matriarch van de familie Young, toegestaan om praktisch haar enige kind groot te brengen, zodat ze, wanneer de tijd rijp is, het familiefortuin aan hem kan nalaten. Daardoor is Eleanor niet erg betrokken bij de opvoeding van Nick en leeft ze zelfs gescheiden van zijn vader, die in Australië is gaan wonen en werken om daar de familiebedrijven te beheren. Ze is ook van mening dat Nick met iemand uit haar hechte, rijke vriendenkring moet trouwen en daarom is ze van plan de relatie van Nick en Rachel te saboteren. Ze huurt een privédetective in om informatie te verzamelen over Rachels familie, die ze later probeert te gebruiken om Rachel uit Nicks leven te verdrijven. Maar dat resulteert er uiteindelijk in dat Nick niet Rachel, maar haar uit zijn leven verbant. Rachel is geschokt als ze ontdekt wie haar vader, Zhou Fang Min, is en vertrekt om bij haar vriend Goh Peik Lin en haar familie te blijven.
Astrid Teo is de beroemde nicht van Nick die in heel Azië bekend staat om haar schoonheid. Hoewel ze de schijn hoog ophoudt voor haar familie en de buitenwereld, is haar huwelijk een ramp. Michael, haar lankmoedige echtgenoot, is een jongeman die zichzelf omhoog heeft gewerkt, maar op wie wordt neergekeken omdat hij niet uit een rijke familie stamt. Astrid ontdekt dat hij mogelijk een affaire heeft met iemand in Hongkong. Wanneer ze hem ermee confronteert, geeft Michael toe een affaire te hebben en vertrekt. Met de hulp van haar ex-verloofde Charlie Wu confronteert Astrid hem opnieuw in Hongkong, waar hij onthult dat hij in feite geen affaire heeft gehad. Omdat hij de genoeg had van de status van buitenstaander die aan hem kleefde sinds hij met Astrid trouwde, deed Michael enkel alsof hij een affaire had in de hoop dat Astrid van hem zou willen scheiden. In een laatste poging om hun huwelijk te redden en Astrid gelukkig te maken, koopt Charlie in het geheim aandelen van Michaels start-up tegen een zeer hoge prijs.
Edison Cheng is Nicks verwende neef die als bankier werkt in Hongkong. In tegenstelling tot de rest van zijn familie, benut hij de privileges die zijn rijke afkomst met zich meebrengen, ten volste. Op de bruiloft wil hij indruk maken op al zijn vrienden en familieleden, maar zijn plannen schieten tekort. Dat komt vooral door zijn jongere broer Alistair die uitgaat met Kitty Pong, een sterretje met een dubieuze achtergrond en twijfelachtige bedoelingen. Alistair en Kitty zijn kort verloofd, maar ze verlaat hem voor Bernard Tai, de zoon van een miljardair, nadat Oliver T'Sien haar wijsmaakt dat de Chengs niet zo rijk zijn als ze dacht.
Rachel en Nick krijgen ruzie. Nick probeert haar ervan te overtuigen dat het hem niet kan schelen wat zijn familie en de buitenwereld van hem verwachten. Rachel gelooft hem niet en beweert dat ze wellicht niet in staat zijn om zijn familie-erfenis te negeren, hoezeer ze dat ook zouden proberen. Ze vertelt Nick dat ze wil dat haar kinderen, net zoals zij, opgroeien in een familie die hen koestert en liefheeft en niet in een familie waarvan de primaire zorgen hun eigen rijkdom, familiegeschiedenis en prominente vriendenkring zijn. Daarom maakt Rachel het uit en Nick beseft dat hij haar heeft verloren. Depressief verblijft hij een tijdje bij Colin. In het Goh-huis belt Rachel haar moeder Kerry met wie ze ruzie krijgt. Ze wil weten waarom Kerry haar niet heeft verteld dat Fang Min haar vader is. Wanneer Kerry probeert uit te leggen dat hij beledigd was en zij haar leven moest redden, geeft Rachel haar de schuld van haar daden en hangt ze de telefoon op.
Tijdens zijn verblijf bij Colin, betreurt Nick dat hij Rachel heeft meegenomen naar Singapore zonder haar op de hoogte te stellen van zijn rijke familie en hoe ze daar het best mee had kunnen omgaan. In plaats van haar leuk te vinden, heeft zijn familie haar succesvol tegen hem gekeerd, wat tot hun relatiebreuk heeft geleid. Hij vertelt dit aan Colin, samen met de gedachte om Rachel te laten gaan. Colin stelt echter voor dat Nick voor Rachel vecht en één ding moet doen om haar terug te winnen. Terwijl Rachel en Peik Lin zich voorbereiden op een ontmoeting met Fang Min, Rachels vader die in de gevangenis zit, houdt Nick hun vertrek tegen en onthult hij dat hij iets uit China voor haar heeft meegenomen. Tot woede van Rachel is het haar eigen moeder. Boos op Nick, omdat hij haar belet om haar vader te ontmoeten, zegt Rachel tegen Kerry dat ze haar niet meer wil zien en dat ze haar vader wil ontmoeten. Wanhopig onthult Kerry eindelijk de waarheid over haar echte vader: het is niet Fang Min, maar een man met de bijnaam Kao Wei. Rachel besluit naar haar moeder te luisteren en meer te weten te komen over hoe Fang Min Kerry heeft misbruikt en hoe Kao Wei haar leven heeft gered door haar te helpen ontsnappen naar de Verenigde Staten. Rachel realiseert zich hoe gewelddadig Fang Min was tegenover haar moeder, krijgt spijt van haar eerdere gedrag en maakt het weer goed met haar. Nick neemt de twee mee naar Marina Bay Sands voor Singapore Slings. Rachel herenigt zich met Nick.  

## Personages
- Rachel Chu: een Amerikaan van Chinese afkomst. Ze heeft gestudeerd aan Stanford en de Northwestern University en werkt tegenwoordig als professor economie aan de New York University. Ze werd opgevoed door haar alleenstaande moeder Kerry, een immigrant uit China.
- Kerry Chu: Rachels alleenstaande moeder. Ze werkt als makelaar in Cupertino, Californië. Ze is vanuit China naar de Verenigde Staten geëmigreerd.
- Nicholas "Nick" Young: Rachels vriend en professor geschiedenis aan de New York University. Hij woont samen met haar in New York. Hij komt oorspronkelijk uit een rijke Singaporese familie.
- Eleanor Young (geboren als Sung): Nicks controlerende moeder die Rachel afkeurt. Ze wordt verafgoodt door haar vrienden en veel leeftijdgenoten omdat ze getrouwd is Philip Young. Ze is echter niet geliefd bij haar schoonmoeder Su Yi. Ze heeft het grootste deel van haar volwassen leven geprobeerd Nick te positioneren als het favoriete kleinkind van Su Yi.
- Philip Young: Nicks relaxte vader die in Sydney woont. Hij is de enige zoon van Su Yi en wordt daarom geacht Tyersall Park te erven, evenals het grootste deel van het familiefortuin.
- Astrid Teo (geboren als Leong): Nicks modieuze nicht die wordt aangeduid als 'de godin' en bekend staat om haar schoonheid en onberispelijke modegevoel. Haar Peranakan-familie, de familie Leong, behoort tot het oude geld en zou nog rijker zijn dan de familie Young.
- Shang Su Yi, Lady Young: Nicks rijke grootmoeder die samen met haar broer Alfred Shang het fortuin erfde van haar vader, Shang Loong Ma. Su Yi bezit het grootste stuk privé-onroerend goed in Singapore met een paleisachtig herenhuis genaamd Tyersall Park, waar ze het grootste deel van haar leven heeft gewoond. Haar overleden echtgenoot was Sir James Young, een dokter. Ze keurt Rachel en Eleanor niet goed.
- Felicity Leong (geboren als Young): Astrids moeder en Su Yi's op een na oudste kind. Ze trouwde met Henry "Harry" Leong Sr. en heeft drie andere kinderen: Henry Leong Jr., Dr. Peter Leong en Alexander Leong.
- Victoria Young: Su Yi's op een na jongste kind dat niet is getrouwd en dat het enige familielid is, naast haar moeder, dat nog steeds in Tyersall Park woont.
- Alexandra "Alix" Cheng (geboren als Young): Su Yi's jongste kind dat trouwde met een wereldberoemde hartchirurg, Dr. Malcolm Cheng. Zij investeerde zijn inkomsten in onroerend goed, waarmee ze een fortuin voor haar familie creëerde. Zij en haar man maken zich voortdurend zorgen om hun kinderen, vooral hun oudste zoon Eddie.
- Edison "Eddie" Cheng: Nicks neef die wil dat zijn familie een perfect leven heeft. Ondanks hun rijkdom heeft zijn familie een bescheiden levensstijl, iets waar Eddie zich voor schaamt.
- Fiona Cheng (geboren als Tung): Eddies vrouw die afkomstig is uit een familie met oud geld in Hongkong. In tegenstelling tot haar man maakt het haar niet uit wat anderen van haar of haar familie vinden.
- Alistair Cheng: Eddies broer die betrokken is bij de filmindustrie in Hongkong. Hij heeft een relatie met een soapster, Kitty Pong, die hem later dumpt, in de overtuiging dat hij niet zo rijk is als zijn familieleden.
- Kitty Pong: een golddigger die met Alistair aan het daten is. Ze verlaat hem uiteindelijk voor Bernard, nadat haar is wijsgemaakt dat Eddie helemaal niet zo rijk is als zij dacht.
- Goh Peik Lin: Rachels bruisende, genereuze, openhartige en winkelverslaafde oude vriendin die afkomstig is uit een rijke Singaporese familie.
- Colin Khoo: Nicks beste vriend en Astrids neef, wiens familie een van de rijkste ter wereld is. Zijn huwelijk met Araminta Lee is de meest besproken bruiloft in heel Oost-Azië. Zijn moeder, die jaren geleden stierf, was de zus van Astrids vader.
- Sophie Khoo: Colins zus en ook de neef van Astrid die als kinderchirurg werkt en met Rachel bevriend raakt. Ze wordt door Astrid gestuurd om op Rachel uit te kijken tijdens het vrijgezellenfeest van Araminta.
- Araminta Lee Khoo: Colins verloofde en later zijn vrouw, die met Rachel bevriend raakt. Ze is het bekendste mode-icoon van Singapore. Ze stond ooit model voor beroemde ontwerpers zoals Alexander McQueen, wiens vader een van de rijkste mannen van China is en wiens moeder een luxe hotelketen bezit.
- Jacqueline Ling: Su-Yi's peetdochter en een goede familievriend van de Shangs, Youngs en T'siens. Ze is de kleindochter van de filantroop Ling Yin Chao.
- Oliver T'sien: Nicks neef die voor Christie's in Londen werkt. Hij is degene die tegen Kitty liegt over de bescheiden achtergrond van Alistair.
- Cassandra Shang: Nicks roddelachtige achternicht lijkt alles van iedereen te weten, wat haar de bijnaam "Radio One Asia" opleverde. Ze is een nicht van Nicks vader.
- Datin Carol Tai: een vrome christen die ook de vrouw is van een corrupte miljardair, Dato ' Tai Toh Lui. Ze is een van de beste vrienden van Eleanor.
- Bernard Tai: Carols zoon en ook Nick en Colins voormalige klasgenoot. Hij is erg verwend door zijn vader.
- Francesca Shaw: de erfgename van het bedrijf van haar familie, Shaw Foods. Ze is de ijdele, snobistische en socialistische ex-vriendin van Nick die Rachel niet mag. Haar moeder Nadine is ook goed bevriend met Eleanor.
- Michael Teo: de voormalige echtgenoot van Astrid die eigenaar is van een start-up.
- Charlie Wu: Astrids techmiljardair ex-verloofde die ondanks zijn huwelijk met iemand anders nog steeds gevoelens voor haar heeft. Astrids ouders keuren hem af omdat hij niet uit een familie van oud geld zoals de hare komt.

## Ontvangst
De roman kreeg internationaal positieve recensies van bronnen zoals The New York Times, The Boston Globe en The Independent .

## Verfilming
Een verfilming van de roman werd geregisseerd door Jon M. Chu. Het filmen begon in april 2017. De distributie van de film werd wereldwijd verzorgd door Warner Bros. Pictures nadat de film op 15 augustus 2018 in première ging. De filmregisseur verschijnt in het boek als een verre neef van Rachel Chu.